# The quiet zone/The pleasure dome
The quiet zone/The pleasure dome is het achtste studioalbum van Van der Graaf Generator (VdGG). Het album werd opgenomen in de periode 13 mei tot en met 12 juni 1977 in de Fael, Morgan Studios en Rockfield Studios. Van der Graaf Generator is vlak na het beëindigen van de promotietoer voor World record gekortwiekt; Hugh Banton stapte op en tijdens de opnamen van dit album vertrok ook David Jackson. Ook de bandnaam werd ingekort en wel tot Van der Graaf. Bassist Nic Potter, die al eerder deel uitmaakte van VdGG kwam terug en Graham Smith kwam de gelederen versterken vanuit de String Driven Thing. De nieuwe samenstelling gaf de band een nieuw geluid met name door het vioolspel van Smith. OOR's Pop-encyclopedie (versie 1979) omschreef de muziek als energieker dan dat van voorgaande albums en meer richting de soloalbums van Hammill.
Een kleine bijzonderheid is dat platenhoes bestaat uit twee “voorkanten”.

## Musici
- Peter Hammill – zang, gitaar, piano
- Graham Smith – viool
- Nic Potter – basgitaar
- Guy Evans – drumstel, percussie
- David Jackson – saxofoon (tracks The sphinx in the face en The sphinx returns

## Muziek
| Nr. | Titel                                                   | Duur |
| --- | ------------------------------------------------------- | ---- |
| 1.  | The quiet zone: Lizard play (Hammill)                   | 4:29 |
| 2.  | The quiet zone: The habit of the broken heart (Hammill) | 4:40 |
| 3.  | The quiet zone: The siren song (Hammill)                | 6:05 |
| 4.  | The quiet zone: Last frame (Hammill)                    | 6:16 |

| Nr. | Titel                                                                | Duur |
| --- | -------------------------------------------------------------------- | ---- |
| 1.  | The pleasure dome: The wave (Hammill)                                | 3:16 |
| 2.  | The pleasure dome: Cat’s eye/Yellow fever (running) (Hammill, Smith) | 5:21 |
| 3.  | The pleasure dome: The sphinx in the face (Hammill)                  | 5:59 |
| 4.  | The pleasure dome: Chemical world (Hammill)                          | 6:12 |
| 5.  | The pleasure dome: The sphinx returns (Hammill)                      | 1:18 |

Heruitgaven voegden soms bonustracks toe. 